# Saint-Andrew (Dominique)
Pour les articles homonymes, voir Saint Andrews.
Saint-Andrew est la plus grande des dix paroisses de la Dominique, et la deuxième en population après St George.
Le chef-lieu de la paroisse est Wesley (1 756 habitants), mais la communauté la plus peuplée est Marigot avec 2 676 habitants.
La paroisse abrite le principal aéroport du pays, Melville Hall Estate.

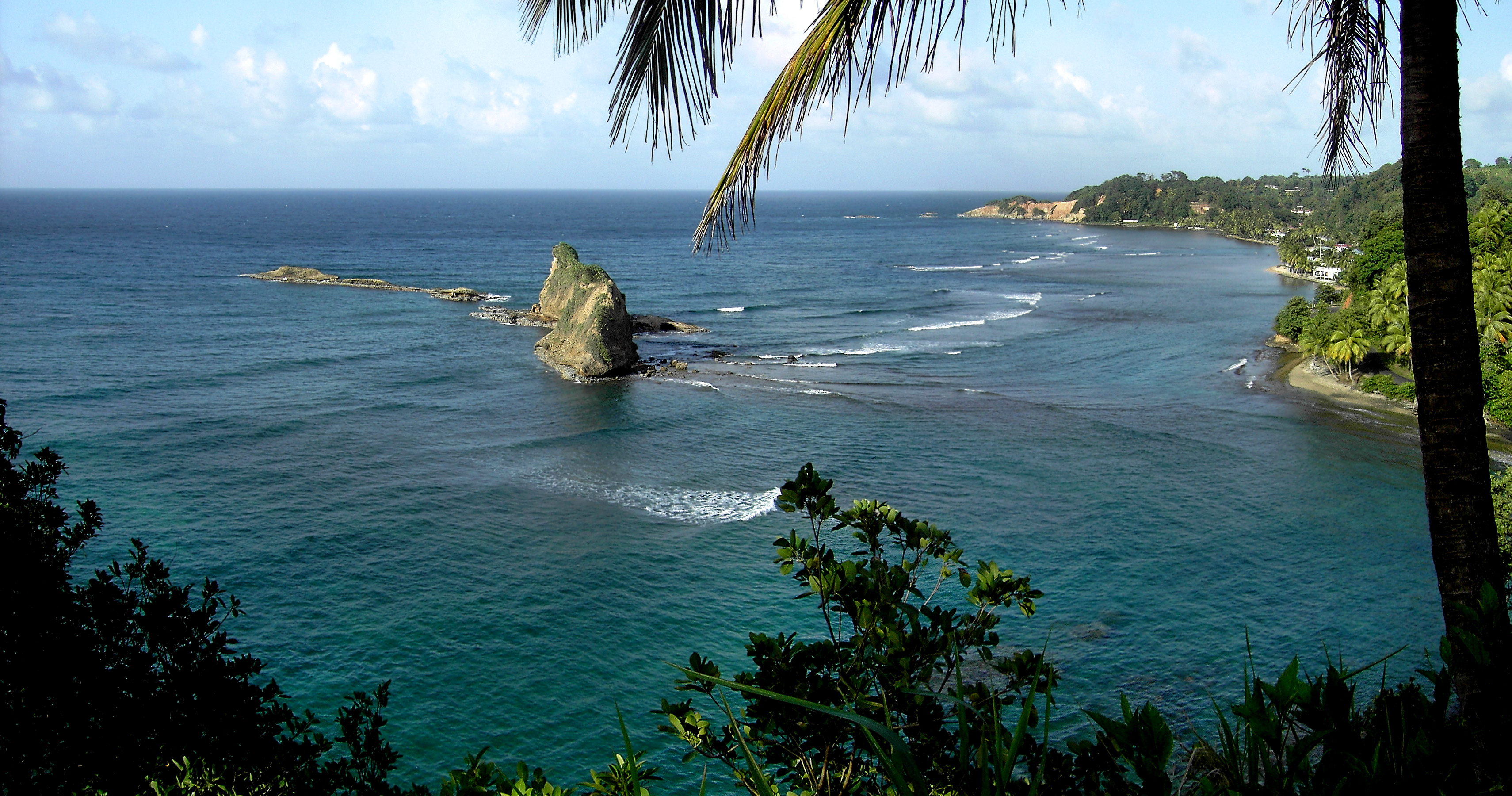
Plage Calibishie